# Sarmede
Sarmede é uma comuna italiana da região do Vêneto, província de Treviso, com cerca de 3.007 habitantes. Estende-se por uma área de 17 km², tendo uma densidade populacional de 177 hab/km². Faz fronteira com Caneva (PN), Cappella Maggiore, Cordignano, Fregona.

## Demografia
| Variação demográfica do município entre 1861 e 2011                               |
|                                                                                   |
| Fonte: Istituto Nazionale di Statistica (ISTAT) - Elaboração gráfica da Wikipedia |